# Karl Anderson
Chad Allegra (Asheville, Carolina del Norte, 20 de enero de 1980) es un luchador profesional estadounidense. Es conocido por haber trabajado para la empresa WWE, donde se presentó bajo el nombre de Karl Anderson.
Anderson es más conocido por su trabajo como luchador en tag team, particularmente en promociones japonesas como Pro Wrestling Noah y New Japan Pro-Wrestling. Entre sus logros destacan haber sido una vez Campeón de Peso Abierto NEVER, también ha sido cuatro veces Campeón en Parejas de IWGP, dos reinados como Campeón en Parejas de Raw, un reinado como Campeón Mundial en Parejas de Impact. Tiene el registro del reinado más largo y más defensas con el título, conseguido en su primer reinado con su excompañero Giant Bernard, con quien fue Campeón en Parejas GHC de Pro Wrestling NOAH, tres veces ganador del torneo por equipos de NJPW.
También destaca por haber luchado para la promoción independiente Pro Wrestling Guerrilla (PWG), entre 2007 y 2009.

## Primeros años
Allegra creció en Asheville, Carolina del Norte con su hermano menor y su madre. Reciba una beca de béisbol para estudiar en la Universidad de Mars Hill en su estado antes de salir para perseguir su carrera como luchador. Al mudarse a Cincinnati, Ohio empezó a entrenar en el Campamento de lucha libre de Les Tatcher: Les Tatcher's Main Event Pro Wresltling Camp, la escuela asociada con Heartland Wrestling Asociación.

## Carrera

### Inicios (2000–2005)
Poco después de empezar su formación bajo Les Thatcher en 2000,  recibió un contusión en las manos de Derek Neikirk, los cuales ponen a Allegra inactivo durante un año. Cuándo finalmente siente que es capaz de regresar,  contactó a Kirk Sheppard quién trabajó para Northern Wrestling Federation en Cincinnati, quién le presentó a Roger Ruffen, el entrenador en BoneKrushers (la escuela de lucha libre de NWF). Allegra entrenó por varios meses antes de debutar bajo su nombre real en su primera lucha proseional el 10 de mayo de 2002 en un encuentro perdido con The Zodiac. Su segunda lucha fue contra Prince Justice quién es ahora mejor conocido como Abyss de TNA. También tuvo luchas contra The Boogie Woogie Man Jimmy Valiant, Chris Harris, Sharkboy y Jerry Lawler en las etapas tempranas de su carrera. En NWF, Allegra empezó como parte de los Young Lions, un grupo de cuatro hombres de rookies populares que introdujo la promoción sobre el mismo tiempo. El primero en dejar el grupo fue Matt Parks. Allegra finalmente se unió a Parks como heel y empezó un feudo con Ryan Stone y Jay Donaldson. En el verano de 2005, NWF y HWA empezaron un feudo interpromocional. Esto culminó en una lucha título vs título de título entre Allegra, el campeón NWF, y Cody Hawk, el campeón HWA.

### National Wrestling Alliance (2005–2008)
En octubre de 2005, Allegra tenía la oportunidad de luchar en Convención anual de Alianza de lucha nacional, donde se notó por Dave Márquez de nueva favorable lucha de Japón Los Ángeles Dojo. Allegra fue invitado a entrenar en el dojo y así después de perder el título de la Federación a Ryan Stone en 1 de enero de 2006. Allegra empezó a vivir y lucha en la costa oeste. En la costa oeste, Allegra fue reembalado como "Machine Gun" Karl Anderson, convertirse en un miembro de historia de la Anderson lucha familiar y adopción spinebuster de marca registrada de la familia como su nueva maniobra acabado. Con los años, la asociación con la familia de Anderson se ha caído silenciosamente. En poco tiempo, él ganó el Campeonato de la Commonwealth británica de NWA antes de perder a Alex Koslov. Anderson hace visitas ocasionales en el medio oeste, haciendo camafeos para de Ruffen NWF cuando él es capaz y es el actual campeón de los Estados de NWA Heartland para promoción de NWA Midwest de Ed Chuman.
En 2007, comenzó a teaming con Joey Ryan, en tarjetas NWA promovidas por David Márquez. Apareció semanalmente en MavTV, una pequeña red de difusión, llevadoen estaciones limitadas. Primer fósforo del título del equipo fue contra The Young Bucks (Matt y Nick Jackson) en un intento por perder para el Campeonato de parejasde AWS. En abril, Anderson ganó el Campeonato Panamericano de EWF de Tornadohumano. El 8 de julio de 2007, él y Ryan ganó un fósforo de la etiqueta de 3 vías para reclamar el título vacante NWA Campeonato Mundial. Anderson perdió su campeonato americano de EWF a Mikey Nicholls en 7 de septiembre de 2007, en una partida de Iron Man de 30 minutos, que también incluyó a Ryan Taylor, Anderson y Ryan, ahora van como los verdaderos héroes americanos, con éxito defender su campeonato en múltiples ocasiones, pero finalmente se pierden a Los Luchas (estrella dePhoenix y Zokre) en 10 de febrero de 2008

### Pro Wrestling Guerilla (2007–2009)
A principios de 2007, Anderson debutó para Pro Wrestling Guerrilla (PWG), recogiendo grandes victorias sobre luchadores establecidos como Frankie Kazarian y Colt Cabana. seguirán apareciendo para PWG durante el año, de vez en cuando trabajo en equipo con la facción de dinastía de Joey Ryan. el 24 de febrero de 2008, él participaría en un torneo por el Campeonato Mundial de PWG, derrotar a Kazarian en su primer partido de la ronda. más tarde ese mismo día, fue derrotado por Tornado humano en la final del torneo, que también incluyó a Roderick Strong. después de una pausa de 11 meses de PWG, Anderson regresó el 21 de febrero de 2009, una vez más junto con la dinastía. el 28 de agosto, él y Joey Ryan desafiaron sin éxito The Young Bucks para el Campeonato de la PWG mundo etiqueta equipo. Anderson hizo su aspecto final fecha para PWG en 4 de septiembre de 2009, cuando fue derrotado por Roderick Strong. en 2013, mirando hacia atrás en su tiempo en el circuito independiente californiana, el Allegra dijo "realmenteodiaba a mi todo el tiempo en los Ángeles Siempre fueron buenos tiempos, pero miro hacia atrás ahora, y yo no estaba feliz en absoluto. Simplemente no disfruto yo". aunque ha señalado que odia a PWG, diciendo que lo trataron bien y le dio unaoportunidad cuando no hay nadie

### Ring of Honor (2007, 2013)
Como parte del acuerdo de intercambio de talento entre el NWA y NJPW, Anderson había substituido a Yuji Nagata en 23 de marzo de 2008 en el torneo de Copa de Japón de nuevo. Su rival en la primera ronda fue as dedivisión de peso pesado júnior de nuevo Japón, Koji Kanemoto. Anderson perdió ese partido debido a la presentación. basado en su rendimiento, Anderson inmediatamente firmaron un contrato de un año nuevo Japón. Anderson y talón superior de Japón se unieron de nuevo estable gran Bash talón (GBH), pasó el resto del año lucha en midcards de los eventos NJPW. después de un salto de GBH en el caos, Anderson formó el equipo de la etiqueta malas intenciones con Giant Bernard y el 20 de junio los dos de ellos recibieron una oportunidad por el Campeonato IWGP, pero fueron incapaces de derrotar a los campeones defensores Team 3D (BrotherRay y Brother Devon). Anderson y Bernard entraron el 2009 G1 Tag League y fueron capaces de derrota Apollo 55 (Prince Devitt y Ryusuke Taguchi) en la final paraganar el torneo y ganar otro disparo en 3D del equipo. el 8 de noviembre en destrucción ' 09, el segundo partido entre malas intenciones y Team 3D terminó en un doble countout. [28] el 4 de abril de 2010, miembros de caos Toru Yano y Takashi Iizuka había encendido Anderson y lo echó fuera de la cuadra con la ayuda de Tetsuya Naito y Yujiro Takahashi, quien se unió al establo en el proceso.  gigante Bernard, que no estaba presente en la feria, terminó dejando caos junto a su compañero de equipo de la etiqueta. en 19 de junio de 2010, en Dominion 6.19, Anderson y Bernard derrotaron a los equipos de Seigigun (Yuji Nagata y Wataru Inoue) y No Limit (Tetsuya Naito y Yujiro Takahashi) en un fósforo de la eliminación de tres vías para ganar el Campeonato IWGP. 

### New Japan Pro-Wrestling (2010-2016)
Malas intenciones hizo su primera defensa exitosa del Campeonato IWGP en 19 de julio, derrotando a Seigigun y No Limit en un three-way "Dogfight". a finales de octubre entraron el 2010 G1 Tag League, donde, después de tres victorias y dos derrotas, que terminaron segundo en su bloque y avanzado a las semifinales, donde, el7 de noviembre, fueron derrotados por los ganadores eventual del torneo entero, Yuji Nagata y Wataru Inoue en malas intenciones. en 4 de enero de 2011, en luchar Unido V en Tokyo Dome, malas intenciones defendió con éxito el Campeonato IWGP en un partido de 3-vías contra Beer Money, Inc. (James Storm y Robert Roode) y orquesta de músculo (Manabu Nakanishi y hombre fuerte). el 3 de mayo, malas intenciones derrotado sin límite para realizar su séptima defensa exitosa de la IWGP Tag Team Championship, atando el expediente absoluto para la mayoría de las defensas, por Hiroyoshi tenzando y Masahiro Chono. malas intenciones hizo su récord de ocho exitosa defensa del IWGP Tag Team Championship el 18 de junio en Dominion 6.18 contra Pro Wrestling Noah Takuma Sano y Yoshihiro Takayama y en el proceso también se convirtieron en los nuevos campeones GHC Tag Team. 
Novena defensa exitosa de IWGP Tag Team Championship malas intenciones tuvo lugar el 3 de julio, cuando derrotaron a Hirooki Goto y IWGP Heavyweight campeónHiroshi Tanahashi. el 23 de julio, malas intenciones hizo una aparición para ProWrestling Noah, haciendo su primera defensa exitosa del Campeonato GHC contra el equipo de Takeshi Morishima y Yutaka Yoshie. el 9 de septiembre, malas intenciones se convirtió en el más largo IWGP Tag equipo campeón en la historia rompiendo el anterior récord de 446 días, creado por Hiroyoshi Tenzando y Masahiro Chono en 2003. Malas intenciones hizo su segunda defensa del GHC Tag Team Championship el 31 de octubre, derrotando a Go Shiozaki y Shuhei Taniguchi en un evento de Pro Wrestling Noah. durante 2011 G1 Tag League de nuevo Japón, malas intenciones sufrió su primera derrota de equipo de etiqueta en un año, cuando fueron derrotados por los jugadores completa (Masato Tanaka y Yujiro Takahashi), pero aún logró ganar sus cuatro partidos y avanzar a las semifinales del torneo. el 6 de noviembre, después de derrotar a las potencias millones (Hirooki Goto y Hiroshi Tanahashi) en las semifinales, malas intenciones fue derrotado en la final de la 2011 G1 Climax por Suzuki-gun (Minoru Suzuki y Lance Archer). el 12 de noviembre en la lucha por el poder, malas intenciones hizo su décima defensa exitosa de la IWGP Tag Team Championship contra Archer y Suzuki. el 4 de enero de 2012, en el luchar Unido VI en Tokyo Dome, malas intenciones perdió el Campeonato de parejas IWGP a Tencozy (Hiroyoshi tenzando y Satoshi Kojima), terminando su reinado récord en 564 días. el 22 de enero, malas intenciones perdió el Campeonato GHC Akitoshi Saito y Jun Akiyama. en marzo, malas intenciones se disolvió, después Bernard de nuevo Japón para volver a la WWE 

#### Bullet Club (2012-2016)
Lanzamiento de su carrera de singles de nuevo Japón, Anderson entró en la Copa de Japón nuevo 2012 el 1 de abril. Después de victorias sobre Hiroyoshi tenzando ymulti-tiempo IWGP Heavyweight campeón Shinsuke Nakamura, podría decirse que la mayor victoria de su carrera, fue eliminado del torneo en las semifinales por Hiroshi Tanahashi. el 3 de mayo en Wrestling Dontaku 2012, Nakamura derrotó a Anderson en una revancha. en agosto, Anderson participó en el torneo G1 Climax de 2012, donde ganó cuatro de sus primeros siete partidos, antes de anotar una victoria trastornada sobre IWGP Heavyweight campeón Hiroshi Tanahashi en 12 de agosto, el último día del torneo, al ganar su bloque y avanzar a la final. en la final, que se celebró inmediatamente después de la victoria de Anderson sobre Tanahashi, Anderson fue derrotado por Kazuchika Okada. durante los siguientes meses, Anderson continuó su feudo con Okada, llevando a él sin éxito un reto de Okada luchar Unido 7 en Tokyo Dome título contrato el 8 de octubre en el rey de Pro-Wrestling. el 11 de noviembre en la lucha por el poder, Anderson desafió sin éxito a Shinsuke Nakamura por el Campeonato Intercontinental de la IWGP. el 15 de noviembre, Anderson entró en un torneo para determinar el inauguralnunca Openweight Champion. Después de victorias sobre Yujiro Takahashi, Shiori Asahi y Kengo Mashimo, Anderson fue derrotado en la final del torneo el 19 de noviembre por Masato Tanaka. del 20 de noviembre al 1 de diciembre, Anderson tomó parte en la porción de round robin de la Liga de etiqueta del mundo de 2012, junto a Hirooki Goto bajo el nombre de equipo "Espada & armas". el equipo acabó con un récord de cuatro victorias y dos derrotas, terminando segundo en subloque y avanzar a las semifinales del torneo. El 2 de diciembre, derrotó a espada y pistolas a Tencozy para avanzar a la final del torneo, donde, más tarde ese mismo día, derrotaron a los vigente campeones IWGP Tag Team, K.E.S. (Davey Boy Smith, Jr. y Lance Archer), al ganar el torneo. espada & armas recibió su oportunidad por el Campeonato IWGP en 4 de enero de 2013, en luchar Unido 7 en TokyoDome, pero fueron derrotados en una revancha por K.E.S. tras su victoria de agosto de 2012 en Hiroshi Tanahashi, Anderson recibió su primera oportunidad por el IWGP Heavyweight Championship en 10 de febrero de 2013, en el nuevo comienzo , pero fue derrotado por Tanahashi en una revancha. en un intento de ganar otra oportunidad a Tanahashi, Anderson entró en la Copa de Japón nuevo 2013 el 11 de marzo, derrotando a Hiroyoshi tenzando en su primer partido de la ronda. seis días después, Anderson fue eliminado del torneo en la segunda ronda de Kazuchika Okada.
El 3 de mayo en Wrestling Dontaku 2013, Anderson ante Hiroshi Tanahashi en otro combate de alto perfil, pero nuevamente fue derrotado. Después del partido, Anderson dio vuelta talón Prince Devitt, mala suerte Fale y Tama Tonga en el ataque a Tanahashi. el nuevo grupo posteriormente fue llamado a "Club de bala". desde el 1 de agosto a 11, Anderson tomó parte en el 2013 G1 Climax, donde terminó con un récord de cinco victorias y cuatro derrotas, con una pérdida contra Tetsuya Naito en el último día le cuesta un lugar en la final del torneo. en octubre, Anderson puesto sus miras en el Campeonato de peso pesado de la IWGP, de Kazuchika Okada, para vengar su derrota de la final de la 2012 G1 Climax. el fósforo del título entre los dos ocurrió el 9 de noviembre en la lucha por el poder y vio a Okada retener su título. de 24 de noviembre al 8 de diciembre, Anderson y balaClub miembro, horca Doc, participó en la Liga de etiqueta del mundo de 2013. después de ganar su bloque con un récord de cuatro victorias y dos derrotas, Anderson y primer GBH derrotado horca (Togi Makabe y Tomoaki Honma en las semifinales) y luego Tencozy en la final para ganar el torneo, dando a su general tercera mundial G1 Tag Liga ganar Anderson y el segundo en una fila.
2014
Anderson yhorca recibió su título en 4 de enero de 2014, en luchar Unido 8 en Tokyo Dome, donde derrotaron a K.E.S. para convertirse en los nuevos campeones IWGP Tag Team. Anderson y horca hizo su primera defensa del título con éxito el 9 de febrero en el nuevo comienzo en Hiroshima, derrotando a K.E.S. en una revancha. su segunda defensa tuvo lugar el 6 de abril en el 2014 de ataque de invasión, donde derrotaron a Hirooki Goto y Katsuyori Shibata. 

#### 2014
Cuando Devitt dejó la empresa, Anderson pasó a ser el nuevo líder de Bullet Club (hasta la consolidación de AJ Styles). Anderson y Gallows defendieron sus campeonatos ante The Brisco (Jay & Mark) en War of the Worlds (evento compartido por NJPW y ROH). En junio, derrotaron junto a Gallows a Ace to King (Hiroshi Tanahashi yTogi Makabe), reteniendo los Campeonatos. En septiembre, nuevamente retuvieron los Campeonatos ante Chaos (Kazuchika Okada y Yoshi-Hashi).

#### 2015
En Wrestle Kingdom 09 en Tokyo Dome, fueron derrotados por Goto y Shibata por los Campeonatos en Parejas IWGP. Anderson & Gallows recuperaron los títulos ante Goto y Shibata en The New Beginning in Osaka. Después, perdieron los Campeonatos ante The Kingdom (Matt Taven y Michael Bennett) en Invasion Attack 2015. Tuvieron su revancha contra The Kingdom, venciéndolos por los Campeonatos en Dominion 7.5 in Osaka-jo Hall. Entre julio y agosto, Anderson participó en el G1 Climax.
Posterior a esto, Anderson tuvo un feudo con Shinsuke Nakamura lo que lo llevó a una lucha con él por el Campeonato Intercontinental IWGP en Power Struggle, donde fue derrotado.

#### 2016
El 4 de enero de 2016 en Wrestle Kingdom 10 en Tokyo Dome, Anderson y Gallows perdieron los Campeonatos en Pareja IWGP ante Togi Makabe y Tomoaki Honma. Horas después del evento, se había comentado que Anderson y Gallows dejarían la empresa para partir hacia WWE (al igual que lo hicieron Prince Devitt y AJ Styles).
El 14 de febrero en The New Beginning in Niigata, Anderson & Gallows tuvieron su revancha por los Campeonatos en Pareja IWGP pero fueron nuevamente derrotados por Makabe y Honma. El 19 de febrero en una entrevista, anunció su retirada de la empresa después de que finalizase Honor Rising: Japan 2016.
En su último combate en la NJPW, Anderson se asoció con Bad Luck Fale, Doc Gallows y Tama Tonga, perdiendo ante Bobby Fish, Hirooshi Goto, Katsuyori Shibata y Kyle O'Reilly en un 8-Man Tag team match.

### Global Force Wrestling (2015)
El 6 de mayo de 2015, GFW anunció a Anderson como parte de su roster junto a su compañero Doc Gallows. El 12 de junio, hicieron su debut, derrotando a The New Heavenly Bodies (Dustin and Justin) en un Tag team Match.

### WWE (2016-2020)

#### 2016
El 11 de abril de 2016 en Raw, Anderson hizo su debut atacando junto a Luke Gallows a The Usos. El 18 de abril en Raw, junto con Luke Gallows, saludaron a su viejo amigo AJ Styles. Esa misma, junto con Gallows, atacaron a Roman Reigns. El 25 de abril en Raw, debutó junto con Gallows en una lucha en contra de The Usos, donde salieron victoriosos. Tras la lucha, atacaron a The Usos pero Roman Reigns ingresó para atacar a ambos debutantes.

#### 2017
En el Kick-Off de Royal Rumble ganaron los Campeonatos en Parejas de Raw junto a su compañero de equipo Luke Gallows derrotando a los entonces campeones Sheamus & Cesaro.
En Fastlane "Karl Anderson & Luke Gallows" retuvieron los Campeonatos en Parejas de Raw ante Enzo Amore & Big Cass, Anderson cubrió a Amore después de un «Running Knee» entre las cuerdas.
En Wrestlemania 33, The Hardy Boyz (Matt Hardy & Jeff Hardy) derrotaron a Karl Anderson & Luke Gallows (c), Enzo Amore & Big Cass y Cesaro & Sheamus en un Ladder Match y ganaron los Campeonatos en Parejas de Raw, terminando así con sus reinados.
En el episodio de Raw del 10 de abril Gallows, Anderson y las Shining Stars(Primo & Épico) fueron derrotados por Cesaro, Sheamus y The Hardy Boyz. En el episodio de Raw del 17 de abril Gallows y Anderson derrotaron a Enzo Amore y Big Cass. En el episodio de Raw del 24 de abril Gallows, Anderson y Samoa Joe fueron derrotados por Big Cass, Finn Bálor y Seth Rollins. El 30 de abril, en el kick-Off de Payback, Gallows y Anderson fueron derrotados por Enzo Amore y Big Cass. En el episodio de Raw del 8 de mayo Gallows y Anderson participaron en una lucha por equipos para determinar los contendientes n° 1 a los campeonatos en parejas de Raw de The Hardy Boyz pero fueron eliminados por Cesaro y Sheamus. En el episodio de Raw del 5 de junio Gallows y Anderson fueron derrotados por Enzo Amore y Big Show. En el episodio de Raw del 12 de junio Gallows y Anderson derrotaron a Enzo Amore y Big Cass. En el episodio de Raw del 19 de junio Gallows y Anderson fueron derrotados por The Hardy Boyz(Matt y Jeff). En el episodio de Raw del 24 de julio, Gallows y Anderson fueron derrotados The Revival. En el episodio de Raw del 31 de julio Gallows y Anderson fueron derrotados por The Hardy Boyz (Matt y Jeff). En el episodio de Raw del 7 de agosto Gallows y Anderson derrotaron a Big Show y Enzo Amore. En el episodio de Raw del 28 de agosto Gallows y Anderson participaron en una batalla real para determinar el contendiente n º1 al Campeonato Intercontinental de The Miz pero fueron eliminados por Matt Hardy. Esa misma noche, Gallows y Anderson fueron derrotados por John Cena y Roman Reigns. En el episodio de Raw del 4 de septiembre Gallows y Anderson fueron derrotados por los Campeones en Parejas de Raw Dean Ambrose y Seth Rollins en una lucha no titular. En el episodio de Raw del 11 de septiembre Gallows, Anderson, Cesaro y Sheamus fueron derrotados por Dean Ambrose, Seth Rollins y los The Hardy Boyz(Matt y Jeff). En el episodio de Raw del 18 de septiembre Gallows y Anderson participaron en una Triple Threat Match no titular que incluía también a Dean Ambrose y Seth Rollins y Cesaro y Sheamus pero la lucha fue ganada por estos últimos. En el episodio de Raw del 2 de octubre Gallows y Anderson derrotaron a Jason Jordan y Matt Hardy. En el episodio de Raw del 16 de octubre Gallows, Anderson y Elias fueron derrotados por Apollo Crews, Jason Jordan y Titus O'Neil. El 27 de octubre en Main Event Gallows y Anderson derrotaron a Apollo Crews y Titus O'Neil. En el episodio de Raw del 30 de octubre Gallows y Anderson fueron derrotados por Heath Slater y Rhyno. El 10 de noviembre en Main Event Gallows y Anderson derrotaron a Heath Slater y Rhyno. En el episodio de Raw del 13 de noviembre Gallows y Anderson fueron derrotados por Finn Bálor y Samoa Joe. El 6 de diciembre en Main Event Gallows y Anderson derrotaron a Heath Slater y Rhyno.
El 15 de abril de 2020, Gallows y Anderson fueron liberados de sus contratos de la WWE.

### Impact Wrestling (2020-2022)
El 18 de julio de 2020, Gallows y Anderson anunciaron que ambos habían firmado con Impact Wrestling y aparecerían en Slammiversary.
El 19 de febrero de 2022, en No Surrender, The Good Brothers se reincorporó al Bullet Club.

### All Elite Wrestling (2021)
En el Dynamite: Fyter Fest, se enfrentó a Jon Moxley por el Campeonato Peso Pesado de IWGP, sin embargo perdío.

### Regreso a New Japan Pro-Wrestling (2021-2023)
En junio de 2021, se anunció que Anderson junto con Gallows regresarían a New Japan Pro Wrestling por primera vez desde principios de 2016 como parte del programa NJPW Strong con sede en Estados Unidos y competirían en su torneo Tag Team Turbulence.

### Regreso a WWE (2022-2025)
En el episodio del 10 de octubre de 2022 de Raw, Gallows y Anderson hicieron su regreso no anunciado a la WWE para reunirse con AJ Styles en su enemistad con The Judgement Day.
En el SmackDown WrestleMania Edition, participó en el André the Giant Memorial Battle Royal, sin embargo fue eliminado por Otis.
El 8 de febrero de 2025, Anderson fue liberado de su contrato por WWE.

## Campeonatos y logros
- Empire Wrestling Federation
  - EWF American Championship (1 vez)

- Impact Wrestling

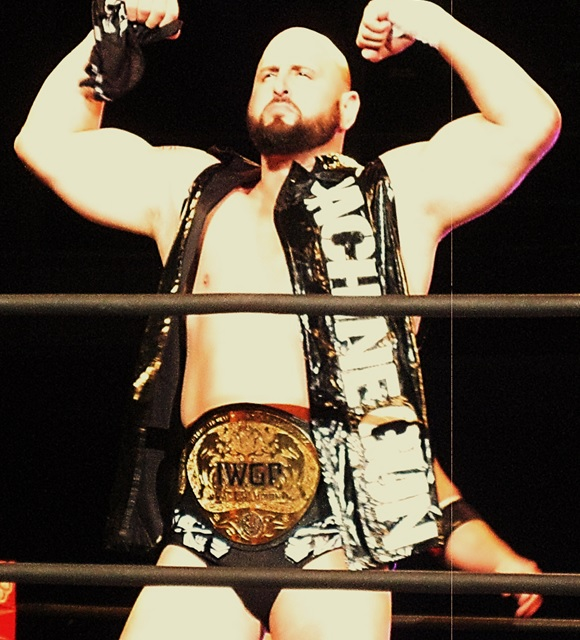
Anderson como Campeón en Parejas de la IWGP.

  - Impact World Tag Team Championship (3 veces) – con Doc Gallows
  - IMPACT Year End Awards (3 veces)
    - Finishing Move of the Year (2020) con Doc Gallows Magic Killer[17]
    - Moment of the Year (2020) – debuting on Impact at Slammiversary, shared with the other returns and debuts that night[18]
    - Tag Team of the Year (2021) – Doc Gallows

- Northern Wrestling Federation
  - NWF Heavyweight Championship (2 veces)
  - NWF Tri-State Championship (1 vez)
- Norwegian Wrestling Federation
  - NWF Heavyweight Championship (1 vez)

- National Wrestling Alliance
  - NWA World Tag Team Championship (1 vez) - con Joey Ryan
  - NWA British Commonwealth Championship (1 vez)
- NWA Midwest
  - NWA Heartland States Heavyweight Championship (1 vez)

- New Japan Pro-Wrestling/NJPW
  - NEVER Openweight Championship (1 vez)
  - IWGP Tag Team Championship (4 veces) - con Giant Bernard (1) y Doc Gallows (3)
  - G1 Tag League (2009) - con Giant Bernard
  - World Tag League (2012) - con Hirooki Goto
  - World Tag League (2013) - con Doc Gallows
  - Ganadores del Tag Team Turbulence (2021) - con Doc Gallows

- Pro Wrestling NOAH/NOAH
  - GHC Tag Team Championship (1 vez) - con Matt Bloom

- World Wrestling Enterteinment/WWE
  - Raw Tag Team Championship (2 veces) - con Luke Gallows
  - WWE World Cup (2019) - con Luke Gallows

- Pro Wrestling Illustrated
  - Situado en el Nº64 en los PWI 500 de 2012[19]

- Wrestling Observer Newsletter
  - Tag Team of the Year (2011) – con Giant Bernard